# Imposto germânico

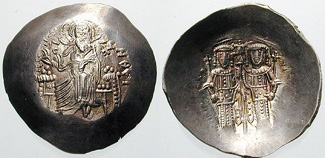
Áspro traqueia de r.

O imposto germânico (em grego: Ἀλαμανικόν; romaniz.: Alamanikón) foi um imposto cobrado pelo imperador bizantino Aleixo III Ângelo (r. 1195–1203) em 1197 de modo a pagar um tributo de 725 quilos de ouro para o sacro imperador romano-germânico Henrique IV (r. 1191–1197). Henrique havia demandado originalmente 2 265 quilos de Aleixo após ele usurpar o trono de seu irmão Isaque II em 1195. Henrique, contudo, após sua conquista do Reino da Sicília, tomou custódia da irmã de Isaque, Irene Angelina, viúva de Rogério III da Sicília (r. 1192–1193). Ele casou-a com seu irmão mais jovem Filipe da Suábia (r. 1198–1208) e proclamou-se defensor dos direitos de seu irmão no Império Bizantino através de sua esposa. Ele ameaçou invadir os domínios de Aleixo caso não recebesse tributo.

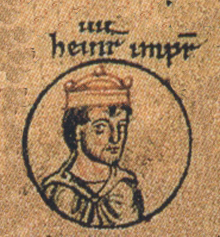
Iluminura do sacro imperador Henrique IV r.

De modo a ganhar apoio em tributar Constantinopla, Aleixo convocou uma reunião do senado, o clero (principalmente proveniente da classe burocrática) e membros das guildas comerciais (a classe profissional). Ele propôs uma avaliação da propriedade das classes reunidas, mas eles rejeitaram-a como sendo contrário ao costume. A assembleia tornou-se turbulenta, acusando o imperador de gastar dinheiro público e impor suas relações incompetentes, incluindo homens que tinham sido cegados, como governadores das províncias.
Após abandonar o tributo planejado, Aleixo tentou coletar os objetos de ouro e prata das igreja que não eram utilizados em serviços. Os clérigos continuaram a resistir, esta sendo a única ocasião durante o reinado de Aleixo que eles opuseram-se a ele. Aleixo finalmente abandonou a ideia de um tribuno na capital e tomou o ouro e prata dos túmulos de seus predecessores. Apenas o de Constantino, o Grande (r. 306–337) foi poupado.
Embora a capital tenha se isentado, o imposto germânico continuou a ser coletado nas províncias. A coleta total chegou a 3 171 quilos de prata e o mesmo em ouro, mas devido a morte de Henrique VI em 28 de setembro de 1197, o tributo nunca foi enviado. Embora cronistas posteriores, como Nicetas Coniates, alegam que a cruzada de Henrique era, na verdade, uma tentativa de subjugar o Império Bizantino, não há nenhuma evidência contemporânea que sugira isso.